# 藤原真夏
藤原 真夏（ふじわら の まなつ、宝亀5年〈774年〉 - 天長7年〈830年〉）は、奈良時代から平安時代初期にかけての貴族。右大臣・藤原内麻呂の長男。官位は従三位・参議。

## 経歴
延暦22年（803年）従五位下・中衛権少将に叙任されると、同年7月に春宮権亮、翌延暦23年（804年）春宮亮を兼ねて、桓武朝末に同い年である皇太子・安殿親王に側近として仕えた。大同元年（806年）安殿親王が即位（平城天皇）すると、同年従五位下から一挙に従四位下まで昇叙されて近衛中将に任官するなど、急速な昇進を果たす。平城朝では近衛中将のほか内蔵頭・中務大輔などの要職を兼帯し、天皇の側近として近侍した。
大同4年（809年）4月に嵯峨天皇が即位すると山陰道観察使として公卿に加わる。一方で、同年11月には左馬頭・藤原真雄、左少弁・田口息継、左近衛少将・藤原貞本らとともに平城京に建設する宮殿の敷地占定を行い、大同5年（810年）正月には造平城宮使に任ぜられるなど、他の平城上皇の腹心とともに上皇が平城京に移るための業務を担当した。同年、正四位下・参議（観察使制度廃止による）に叙任される。
同年9月に発生した薬子の変では当初平城宮にいたが、事件が明るみに出ると文室綿麻呂とともに平安京に召喚される。これは、嵯峨天皇側による平城上皇側の状況の確認および嵯峨側への寝返りを促すことが目的であったとみられ、綿麻呂は坂上田村麻呂からの申し出もあって平城追討軍として出陣した。しかし、真夏は翻意せず平城への忠誠心を保持し続けたらしく、東国に向かう平城らと行動を共にしなかったものの、事件に連座して参議を解官の上、伊豆権守のち備中権守に左遷された。
弘仁3年（812年）罪を赦されて本官（備中権守）に復帰する。その後、帰京を許された時期は明らかでないが、弘仁11年（820年）平城上皇の使者として正倉院御物の出納を注文した記録が残っていることから、それまでに帰京し平城上皇に近侍していたものと考えられる。しかし、嵯峨天皇の近臣である弟・冬嗣の急速な昇進を横目に真夏の昇進は遅滞し、弘仁12年（821年）冬嗣が右大臣に昇ると、翌弘仁13年（822年）真夏は12年振りに昇叙されて従三位となりようやく公卿の座に復した。のち、平城上皇が居住する大和国の国司を務めたほか、弘仁14年（823年）4月に平城上皇が平城宮の諸司を停止し、少数残っていた平城宮の官人を朝廷に返却した際、諸司停止の書状を朝廷に届ける使いを、あるいは同年5月に平城上皇が太上天皇の尊号を除く事を請う書状を淳和天皇に提出した際も同様に使者を務める等、平城上皇の最晩年までその近臣として上皇と朝廷との間を取り持つ役割を担った。
左大臣に昇った同母弟冬嗣より長命を保つが、最終官位は散位従三位に止まる。天長7年（830年）11月10日薨去。享年57。
なお、藤原北家の嫡流は弟である冬嗣の子孫に譲ったが、真夏の子孫からは日野家を初めとして、広橋家・柳原家・烏丸家・竹屋家・日野西家・勘解由小路家・裏松家・外山家・豊岡家・三室戸家・北小路家の計12家の堂上家が成立し、後世真夏流と呼ばれる。

## 人物
言葉を巧みに飾る性格で、時宜に合わせた処世ができた。音楽の才能にも非常に恵まれており、大同年間の初めに大嘗会所を務めた際、華美な標を作って八佾（）の舞を華やかに演出した。これ以降、大嘗会に莫大な費用をかけるようになったという。

## 官歴
注記のないものは『日本後紀』による。
- 延暦22年（803年） 1月7日：従五位下[9]。5月17日：中衛権少将[9]。7月15日：兼春宮権亮[9]
- 延暦23年（804年） 2月13日：兼春宮亮
- 大同元年（806年） 5月18日：従四位下（越階）[9]。11月20日：見近衛権中将
- 大同2年（807年） 4月28日：右近衛中将[9]。6月20日：兼武蔵守[9]。6月26日：兼内蔵頭[10]。8月20日：兼中務大輔[9]、止兼武蔵守[11]。9月5日：止内蔵頭[11]。11月16日：兼美作守[9]
- 大同4年（809年） 4月13日：山陰道観察使[9]
- 大同5年（810年） 1月24日：造平城宮使[9]。1月29日：賜美作国穀一千斛。4月19日[12]：正四位下。6月28日：参議[13]。7月：兼伊勢守[9]。8月：兼按察使[9]。9月10日：解諸官、伊豆権守。9月15日：備中権守
- 弘仁3年（812年） 10月6日：服喪（父）。12月10日：復本官
- 弘仁13年（822年） 1月7日：従三位
- 弘仁14年（823年） 4月22日：見前大和守
- 天長5年（828年） 日付不明：刑部卿[9]
- 天長7年（830年） 11月10日：薨去（散位従三位）

## 系譜
『尊卑分脈』による。
- 父：藤原内麻呂
- 母：百済永継（飛鳥部奈止麻呂女）後に桓武天皇の女嬬となる。
- 妻：三国真人女
  - 男子：藤原越雄
  - 三男：藤原濱雄（?-840） - 子孫は日野家
- 妻：橘清友の娘
  - 男子：藤原平雄
- 妻：伊勢老人女
  - 男子：藤原竹雄
- 生母不明の子女
  - 男子：藤原吉備雄
  - 男子：藤原是雄（?-831）
  - 男子：藤原多雄
  - 男子：藤原恒雄
  - 男子：藤原松雄
  - 男子：藤原栢雄
  - 男子：藤原輔房
  - 五男：藤原関雄（805-853）
  - 女子：藤原高房室
  - 女子：藤原愛発室
  - 女子：藤原近岑室
  - 女子：藤原三成室